# Eforo

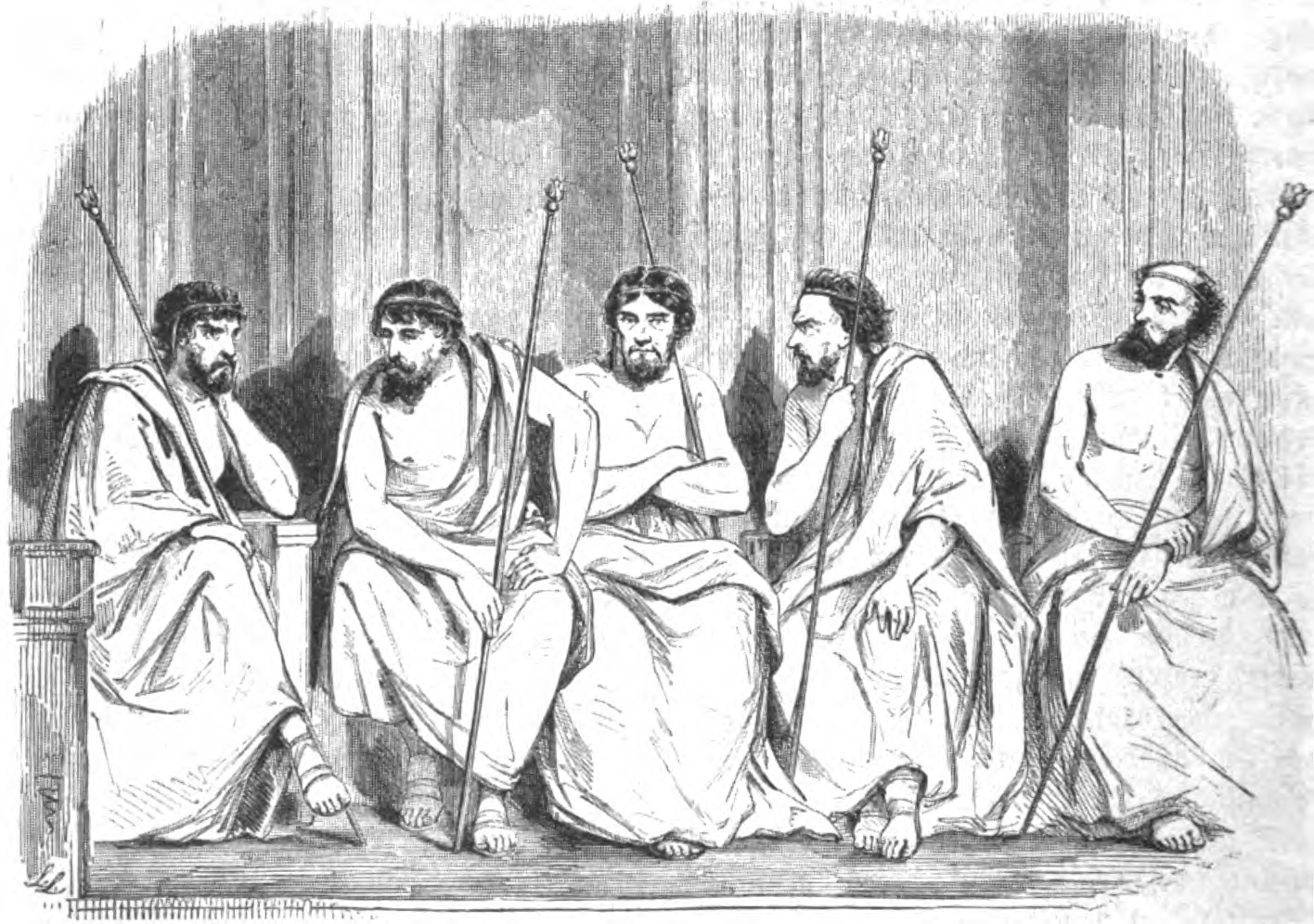
Gli efori esercitavano la loro magistratura seduti su cinque seggi posizionati nella stessa stanza (disegno del XIX secolo di Ludwig Löffler).

Gli efori (singolare "eforo", in greco antico: ἔφορος?, éphoros, "ispettore", "sorvegliante", composto di ἐπί, epí, "sopra", e ὁράω, horáō, "vedere") furono la più importante delle magistrature spartane di età classica (dalla metà del VI secolo a.C.), anche se potevano vantare un'origine molto antica.

## Storia

### Istituzione
L'istituzione dell'eforato a Sparta è tradizionalmente legata alla figura dell'antichissimo e leggendario Licurgo, anche se Aristotele sostiene che sia stato il re di Sparta Teopompo a fondare tale magistratura al tempo della Prima guerra messenica, cioè verso la fine dell'VIII secolo a.C.

### Compiti e poteri
L'eforato era costituito da cinque membri, eletti fra tutti i cittadini spartiati, senza limitazioni né di nascita né di censo; uno di essi, l'eforo eponimo, era il presidente della magistratura e dava il nome all'anno in corso. Il mandato durava un anno e non era rinnovabile in alcun caso.
Plutarco ci testimonia che inizialmente il compito degli efori era quello di prendere una decisione nel caso i due re fossero in disaccordo fra loro. La presenza infatti di due sovrani con poteri equivalenti rendeva necessaria una magistratura che facesse da arbitro. Il numero dispari dei magistrati consentiva inoltre di risolvere da una parte o dall'altra ogni questione anche in caso di ulteriore disaccordo all'interno del collegio degli Efori.
L'importanza del voto di ogni singolo eforo è testimoniata anche dall'episodio che vide protagonista il re Pausania nel 403 a.C.: il sovrano riuscì a convincere tre magistrati su cinque a dargli il permesso di intervenire personalmente, alla testa di un esercito, nella guerra civile in atto ad Atene tra i Trenta Tiranni e i democratici guidati da Trasibulo, esautorando così il navarca Lisandro dal teatro del conflitto.
Le competenze degli efori finirono nel tempo per sovrapporsi a quelle dei re, finché l'importanza di questa magistratura superò quella della diarchia e ricoprì, in età classica, un ruolo centrale nel sistema amministrativo di Sparta: in tale epoca gli efori presiedevano le sedute dell'Apella e della Gherusia, potevano dichiarare guerra ed erano protagonisti nella messa in campo delle forze armate e nelle scelte tattiche. Fungevano inoltre da suprema corte di giustizia per le cause commerciali e sovraintendevano all'agoghé, la particolare educazione spartana che andava dai 7 ai 20 anni di età.
L'importanza e la sacralità degli efori è testimoniata da alcune norme molto particolari che ci tramanda Plutarco: secondo una di queste gli efori, appena entrati in carica, ordinavano a tutti gli Spartani di tagliarsi i baffi, a dimostrazione che gli ordini di questi magistrati dovevano essere eseguiti anche nei casi più insignificanti.
Inoltre gli efori, in circostanze eccezionali, potevano deporre uno dei due re: per farlo, dovevano accusarlo davanti all'Apella di aver violato le antiche leggi di Sparta, fornendo le relative prove e, per dimostrare l'accordo della volontà divina alla deposizione, dovevano celebrare un rito divinatorio tradizionale, secondo il quale i cinque magistrati dovevano scrutare il cielo in silenzio, in una notte di novilunio senza nuvole: se uno di essi avesse visto una stella cadente, il re accusato poteva essere deposto e mandato in esilio finché, eventualmente, l'oracolo di Delfi o quello di Olimpia non avessero dimostrato la sua innocenza. Questo rito, una volta effettuato, poteva essere ripetuto solamente dopo che fossero trascorsi nove anni. Secondo la testimonianza di Plutarco, l'eforo Lisandro depose il re Leonida II proprio sfruttando questa antica tradizione.

### Soppressione dell'eforato
Nel 227 a.C. il re Cleomene III, venuto in contrasto con gli efori, ne abolì la magistratura dopo aver teso un agguato ai cinque magistrati, mentre questi si trovavano insieme a pranzo come era consuetudine. Nell'agguato morirono quattro di loro, mentre il quinto, Agileo, riuscì miracolosamente a salvarsi fuggendo nel santuario della Paura.
Il re di Macedonia Antigono III Dosone, dopo aver sconfitto Cleomene a Sellasia nel 222 a.C., restaurò la magistratura, svuotata da ogni potere in quanto Sparta pochi anni dopo fu annessa alla Lega achea. L'eforato fu formalmente abolito solo nel II secolo d.C. dall'imperatore romano Adriano, anche se di fatto la città di Sparta, come il resto della provincia d'Acaia, era sotto il completo controllo romano già dal 146 a.C.

## Abbigliamento
Secondo moderne ricostruzioni gli efori, come gli altri Spartiati, portavano i capelli lunghi e li raccoglievano in trecce raccolte sulla nuca, a volte lasciandone libere due. Come i loro concittadini indossavano strettamente avvolto al corpo il tipico mantello lacedemone detto tribon (in greco antico: τρίβων?), che veniva usato in ogni stagione per dimostrare la loro resistenza al clima e secondo alcuni testi antichi era tinto di cremisi, colore che nell'antica Grecia aveva connotazioni militari. Non si ha alcuna notizia certa sui loro calzari: si può solo ipotizzare che fossero simili ai sandali rossi portati dagli Ateniesi che simpatizzavano per Sparta. Infine si sa che, come gli altri Spartiati, portavano un bastone dall'impugnatura a forma di T detto bakterion (βακτήριον), simbolo di comando.

## Efori celebri
Tra le figure di spicco che ricoprirono questa carica vi furono:
- Elato, il primo eforo secondo la testimonianza di Plutarco,[9] eletto durante il regno di Teopompo nel VII secolo a.C.
- Chilone, uno dei sette savi dell'antichità, fu eforo nel 556 a.C.
- Stenelaida, l'eforo che nel 431 a.C. convinse gli Spartani ad intervenire a fianco dei Corinzi nella guerra del Peloponneso contro Atene.
- Endio, amico di Alcibiade, fu eforo nel 413 a.C. all'epoca della spedizione ateniese in Sicilia.
- Araco, eforo nel 409 a.C., fu successivamente nominato navarca al posto di Lisandro.
- Epitadeo, eforo in un anno imprecisato del IV secolo a.C., promulgò una legge che stabiliva che ogni cittadino poteva donare i suoi beni a chiunque.
- Antalcida, eforo nel 386 a.C., fu il promotore dell'omonimo trattato di pace coi Persiani.
- Lisandro, discendente dell'omonimo navarca, da eforo fece deporre il re Leonida II nel 242 a.C.
- Agesilao, zio e tutore del re Agide IV, fu eforo nel 241 a.C.
- Anfare fu eforo nel 241 a.C. e fece uccidere il re Agide IV con la connivenza di Leonida II.
- Agileo fu eforo nel 227 a.C., unico superstite, fra i cinque magistrati in carica, dell'attentato organizzato da Cleomene III.